# Metà atmosfèric

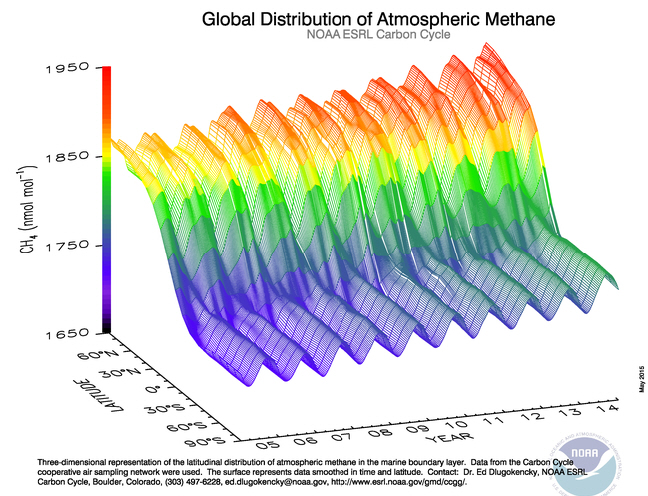
Observacions de metà del 2005 al 2014 que mostren les variacions estacionals i la diferència entre els hemisferis nord i sud.

El metà atmosfèric és el metà present a l'atmosfera terrestre. Les concentracions de metà atmosfèriques són d'interès perquè és un dels gasos d'efecte hivernacle més potents de l'atmosfera terrestre. El metà atmosfèric està augmentant.

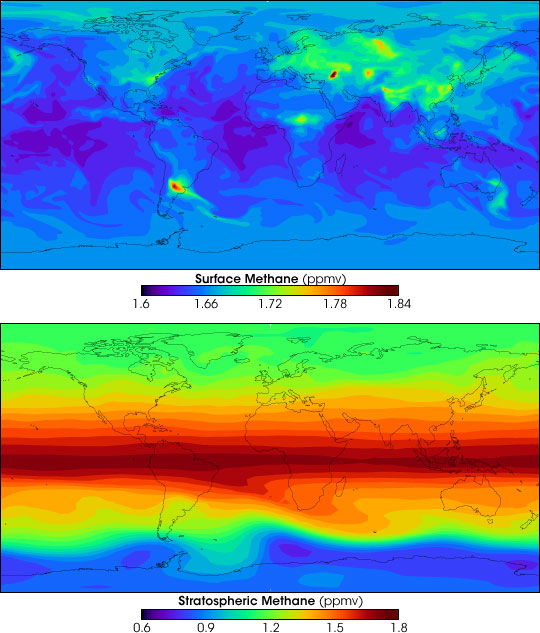
Models informàtics que mostren la quantitat de metà (parts per milió en volum) a la superfície (superior) i a l'estratosfera (a baix).

El potencial d'escalfament global de 20 anys del metà és de 84. És a dir, durant un període de 20 anys, atrapa 84 vegades més calor per unitat de massa que el diòxid de carboni (CO₂) i 105 vegades l'efecte quan es tenen en compte les interaccions dels aerosols. Les concentracions mundials de metà van augmentar de 722 parts per mil milions (ppb) en l'època preindustrial fins al 1879 ppb per al 2020, un augment per un factor de 2,5 i el valor més alt en almenys 800.000 anys. La seva concentració és més alta a l'hemisferi nord ja que la majoria de fonts (tant naturals com humanes) es troben a la terra i l'hemisferi nord té més massa terrestre. Les concentracions varien estacionalment, amb, per exemple, un mínim als tròpics del nord durant l'abril-maig principalment a causa de l'eliminació del radical hidroxil. Es manté a l'atmosfera durant 12 anys.
Al principi de la història de la Terra, el diòxid de carboni i el metà probablement van produir un efecte hivernacle. El diòxid de carboni hauria estat produït pels volcans i el metà pels primers microbis. Durant aquest temps, va aparèixer la vida més primerenca de la Terra. Aquests primers bacteris antics s'afegeixen a la concentració de metà convertint l'hidrogen i el diòxid de carboni en metà i aigua. L'oxigen no es va convertir en una part important de l'atmosfera fins que els organismes fotosintètics van evolucionar més tard en la història de la Terra. Sense oxigen, el metà es va mantenir a l'atmosfera més temps i en concentracions més altes que les actuals. Les fonts conegudes de metà es troben predominantment prop de la superfície de la Terra. En combinació amb els moviments atmosfèrics verticals i la vida relativament llarga del metà, es considera que el metà és un gas ben barrejat. En altres paraules, es considera que la concentració de metà és constant respecte a l'alçada dins de la troposfera. El dipòsit dominant de metà a la troposfera és la reacció amb radicals hidroxil que es formen per la reacció d'àtoms d'oxigen singlet amb vapor d'aigua. El metà també està present a l'estratosfera, on la concentració de metà disminueix amb l'alçada.